# North Key Largo
North Key Largo est une census-designated place du comté de Monroe, dans l'État de Floride, aux États-Unis,. En 2020, elle compte une population de 1 431 habitants.